# Nya Guineas sjungande hund
Nya Guineas sjungande hund är en primitiv och ovanlig hundras med ursprung från Nya Guinea, vilken påminner om en mindre dingo. Dess härkomst är omdiskuterad, vanligen anses den troligen härstamma från forntida pariahundar, medan andra forskare kategoriserar den som en varietet av dingon. Den är känd för sitt unikt sjungande ylande, därav dess namn, men mycket lite är känt om dess ekologi i det vilda.

## Historia
Denna hund beskrevs av europeiska upptäcktsresanden på 1800-talet. Vid 1900-talets början hade den ursprungliga typen av infödda hundar blivit mycket ovanliga i Nya Guineas lågländer, beroende på inkorsning med andra raser. Två hundar samlades 1957 in av den australiske affärsmannen Edward Hallstrom (1886-1970) i Lavannidalen i Nya Guineas södra högländer. De båda hundarna skänktes till Taronga Zoo i Sydney. 
Den australiensiska zoologen Ellis Le Geyt Troughton (1893-1974) beskrev utifrån dessa båda exemplar hundarna från Nya Guinea vetenskapligt och gav dem namnet Canis hallstromi. Sedan dess har statusen för Nya Guineas sjungande hund varit omdebatterad och ändrats flera gånger. Den har antingen ansetts som en egen underart av tamhund eller som en variant av dingon och har kallats Canis lupus hallstromi, Canis familiaris hallstromi, Canis dingo, Canis dingo hallstromi och Canis lupus dingo.
På Nya Guinea har de infödda hundarna länge levt som pariahundar. I lågländerna var de vanligen halvvilda hundar som hölls kring byarna. I högländerna fanns dock hundar som levde mer avskärmat från människan. Mycket lite är känt om de på Nya Guinea infödda hundarnas levnadssätt och beteende i sin ursprungsmiljö. Det är osäkert om de finns kvar, då inga säkra observationer har gjorts sedan 1970-talet. Om sjungande hundar finns kvar på Nya Guinea är det osäkert om dessa är av den ursprungliga typen, eller om de korsats med andra hundar.
I Europa och Nordamerika finns ett mindre antal av dessa hundar som hålls som sällskapshundar. Den moderna varianten av Nya Guineas sjungande hund har sitt ursprung i de hundar som hållits i djurparker.

## Egenskaper
Nya Guineas sjungande hund har många av urhundens odomesticerade egenskaper i behåll. Den beskrivs som vänlig mot människor, men svår att lydnadsträna och med en tendens att vara skygg och avvaktande mot främlingar.

## Utseende
Nya Guineas sjungande hund är en något mindre än medelstor hund som ger ett något rävliknande intryck. Bettet är mer likt vargens än tamhundens. Den har ögon som lyser grönt i mörker.